# Эксимерный лазер

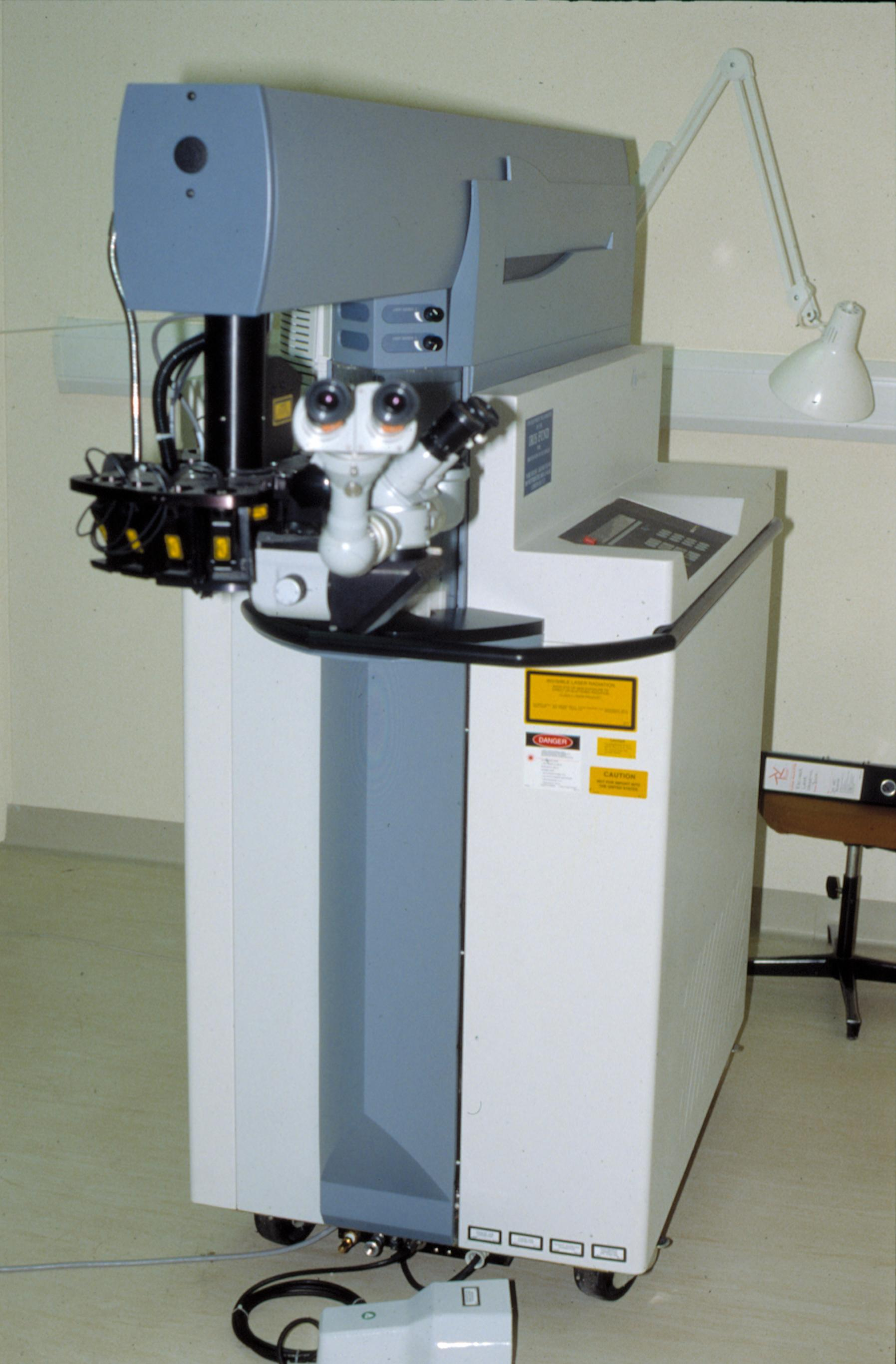
Эксимерный лазер

Эксимерный лазер — разновидность ультрафиолетового газового лазера, широко применяемая в глазной хирургии (лазерная коррекция зрения) и полупроводниковом производстве.
Термин эксимер (англ. excited dimer) означает возбуждённый димер и обозначает тип материала, используемого в качестве рабочего тела лазера.
Первый в мире эксимерный лазер был изобретен в 1970, а представлен в 1971 году Николаем Басовым, В. А. Даниличевым, А.Г. Молчановым и Ю. М. Поповым, в Физическом институте им. П. Н. Лебедева в Москве. Лазер использовал димер ксенона (Xe2), возбуждаемый пучком электронов для получения вынужденного излучения с длиной волны 172 нм. В дальнейшем другие группы изобретателей Avco Everett, Sandia Laboratories, Научно-технический центр Northrop и Военно-морскую исследовательскую лабораторию правительства США ввели усовершенствования и стали использовать смеси благородных газов с галогенами (например, XeBr), что было запатентовано в 1975 году Джорджем Хартом и Стюартом Сирлесом из исследовательской лаборатории ВМС США, которая также разработала лазер на смеси XeCl, который возбуждается с помощью микроволнового разряда.
Лазерное излучение эксимерной молекулы происходит вследствие того, что она имеет «притягивающее» (ассоциативное) возбуждённое состояние и «отталкивающее» (не ассоциативное) основное — то есть молекул в основном состоянии практически не существует. Это объясняется тем, что благородные газы, такие как ксенон или криптон высокоинертны и обычно не образуют химических соединений. В возбуждённом состоянии (вызванном электрическим разрядом), они могут образовывать молекулы друг с другом (димеры) или с галогенами, такими как фтор или хлор. Поэтому появление молекул в возбуждённом связанном состоянии автоматически создаёт инверсию населённостей между двумя энергетическими уровнями. Такая молекула, находящаяся в возбуждённом состоянии, может отдать свою энергию в виде спонтанного или вынужденного излучения, в результате чего молекула переходит в основное состояние, а затем очень быстро (в течение пикосекунд) распадается на составляющие атомы.
Несмотря на то, что термин димер относится только к соединению одинаковых атомов, а в большинстве эксимерных лазеров используются смеси благородных газов с галогенами, название прижилось и используется для всех лазеров аналогичной конструкции.
Длина волны эксимерного лазера зависит от состава используемого газа, и обычно лежит в ультрафиолетовой области:
| Эксимер | Длина волны |
| ------- | ----------- |
| Ar2     | 126 нм      |
| Kr2     | 146 нм      |
| F2      | 157 нм      |
| Xe2     | 172 нм      |
| ArF     | 193 нм      |
| KrCl    | 222 нм      |
| KrF     | 248 нм      |
| XeBr    | 282 нм      |
| XeCl    | 308 нм      |
| XeF     | 353 нм      |

Эксимерные лазеры обычно работают в импульсном режиме с частотой следования импульсов от одного до нескольких сотен герц, у некоторых моделей частота может достигать 2 кГц; также возможна генерация единичных импульсов. Импульсы излучения обычно имеют длительность от 10 до 30 нс и энергию от единиц до сотен миллиджоулей. Мощное ультрафиолетовое излучение таких лазеров позволяет их широко применять в хирургии (особенно глазной), в процессах фотолитографии в полупроводниковом производстве, при микрообработке материалов, в производстве ЖК панелей, а также в дерматологии. Сегодня эти устройства довольно громоздки, что является недостатком при широком медицинском применении (см. LASIK), однако их размеры постоянно уменьшаются благодаря современным разработкам.